# Pierre-Paul Schweitzer
Pierre-Paul Schweitzer (n. 29 mai 1912, Strasbourg, Imperiul German – d. 2 ianuarie 1994, Geneva, Geneva, Elveția) a fost un avocat francez. Între anii 1963 și 1973, acesta a îndeplinit funcția de director general al Fondului Monetar Internațional.

## Familia și educația
Pierre-Paul Schweitzer s-a născut pe 29 mai 1912 în orașul Strasbourg, aflat în acea vreme pe teritoriul Imperiului German. A fost tatăl lui Louis Schweitzer, fost președinte al Renault și nepotul lui Albert Schweitzer, un filozof german care a încetat din viață în 1965.
Schweitzer a studiat la Universitatea din Strasbourg, la Universitatea din Paris și la Școala de Științe Politice din Paris, de unde a primit mai multe licențe în drept, economie și științe politice.

## Cariera
La începutul carierei sale, Schweitzer s-a alăturat guvernului francez ca un asistent de inspector în 1936, urmând ca în anul 1939 să devină inspector de finanțe. Apoi, el a fost: director adjunct al Departamentului Finanțelor Externe al Trezoreriei statului francez (1946), directorul executiv supleant al Franței la FMI (1947), secretar al Comitetului Interministerial Francez pentru Întrebări cu privire la Cooperarea Economică Europeană (1948), atașat financiar la Ambasada Franței la Washington, D.C. (1949-1953) și director al Trezoreriei statului francez (1953-1960). În 1960, el a fost numit viceguvernator al Băncii Franceze. Pierre-Paul a îndeplinit de asemenea funcția de director al Băncii Europene de Investiții și al companiei Air France, dar și de comisar guvernamental cu privire la consiliile de administrație ale French Petroleum Company și French Refinery Company.
Pe 21 iunie 1963, Schweitzer a fost numit director general și președinte al consiliului executiv al FMI, preluându-și atribuțiile trei luni mai târziu, la 1 septembrie. El a fost numit la un al doilea mandat de cinci ani ca director general și președinte al consiliului de administrație al FMI pe 15 mai 1968.
Schweitzer a primit multe onoruri și decorațiuni, cum ar fi Légion d'Honneur, Médaille de la Résistance și Croix de Guerre.